# Live 1981 & 1986
Live 1981 & 1986 är det första livealbumet av det amerikanska punkrockbandet Adolescents, släppt 1989. Det är inte känt exakt när och var låtarna spelades in.
Allmusic-kritikern Ned Raggett gav albumet 3 av 5 i betyg. Han tyckte att ljudkvaliteten på albumet inte var jättebra, men han skrev också att bandet spelade med väldigt mycket energi på Live 1981 & 1986. Raggett tyckte att "Amoeba" och "Kids of the Black Hole" var de bästa låtarna från albumet.

## Låtlista
Sida ett
1. "Amoeba" (Rikk Agnew, Casey Royer) - 2:56
2. "Who Is Who" (Tony Montana, Steve Soto, Frank Agnew) - 1:16
3. "No Friends" (Montana, Soto) - 2:10
4. "Welcome to Reality" (Montana, Soto, F. Agnew) - 2:07
5. "Self Destruct" (Montana, Soto) - 0:48
6. "Things Start Moving" (Montana, F. Agnew, Steve Roberts) - 2:49
7. "Word Attack" (Montana, R. Agnew) - 1:02
8. "Losing Battle" (Montana, Soto, F. Agnew) - 1:36
9. "I Got a Right" (Iggy Pop, James Williamson) - 3:15

Sida två
1. "No Way" (R. Agnew) - 2:17
2. "The Liar" (Montana, Soto) - 1:58
3. "Rip It Up" (Montana, R. Agnew) - 2:20
4. "L.A. Girl" (Montana, F. Agnew) - 1:28
5. "Wrecking Crew" (Montana, Soto) - 2:06
6. "Creatures" (R. Agnew) - 1:52
7. "Kids of the Black Hole" (R. Agnew) - 5:02

Bonusspår på CD och kassettversion
1. "Peasant Song" (Montana, R. Agnew, F. Agnew) - 2:41
2. "Do the Eddie" (Montana, F. Agnew) - 0:47
3. "The Liar" (Montana, Soto) - 2:11
4. "Who Is Who" (Montana, Soto, F. Agnew) - 1:25
5. "Wrecking Crew" (Montana, Soto) - 2:01

## Musiker
- Tony Montana - sång
- Rikk Agnew - gitarr, bakgrundssång
- Frank Agnew - gitarr, bakgrundssång
- Alfie Agnew - gitarr, bakgrundssång
- Steve Soto - bas, bakgrundssång
- Casey Royer - trummor, bakgrundssång